# Vickers Wellington
El Vickers Wellington va ser un bombarder mitjà britànic desenvolupat a mitjans de la dècada de 1930 i utilitzat durant la Segona Guerra Mundial.

## Especificacions (Wellington Mark IC)
Dades de Vickers Aircraft since 1908
Característiques generals
- Tripulació: sis
- Longitud: 64 peus 7 polzades
- Envergadura: 86 peus 2 polzades
- Alçada: 17 peus 5 polzades
- Superfície de l'ala 840 ft²
- Pes buit: 18.556 lliures
- Pes màxim d'enlairament: 28.500 lliures
- Motors: 2×  motor radial Bristol Pegasus Mark XVIII, 1.050 cv   cada un

 Rendiment 
- Velocitat màxima: 235 milles/hora (378 km/h) at 15.500 peus (4.730 m)
- Abast: 2.550 milles
- Sostre de servei: 18.000 peus
- Ràtio d'ascens: 1.120 peus/min
- Càrrega alar: 168 kg/m²
- Potència/pes: 0,13 kW/kg

Armament

Esquema d'un Wellington Mark Ia i les modificacions de les diverses versions i modificacions.

- Metralladores: 6-8 metralladores de calibre .303 M1919 Browning:
  - 2 a la torreta frontal
  - 2 a la torreta de cua (4 a partir de la versió Mark III)
  - 2 en obertures laterals (suprimides a partir de la versió Mark III)
- Bombes: 4.500 lliures (2.041 kg) de bombes o torpedes